# Преобразование солнечной энергии

Преобразование солнечной энергии (англ. Solar energy conversion) — технологии, осуществляющие преобразованию солнечной энергии в другие (полезные) формы энергии, включая электричество, топливо и тепло. Охватывает технологии сбора света, включая традиционные полупроводниковые фотоэлектрические устройства (ФЭУ), фотоэлектрику, генерацию солнечного топлива посредством электролиза, искусственного фотосинтеза и связанных с ними форм фотокатализа, направленных на генерацию молекул с высоким содержанием энергии.

## Описание
Фундаментальные электрооптические аспекты в нескольких развивающихся технологиях преобразования солнечной энергии для генерации как электричества (фотоэлектрики), так и солнечного топлива представляют собой активную область текущих исследований.